# نازعة هيدروجين الكحول
الكحول ديهيدروجيناز أو نازعة هيدروجين الكحول أو کحولاز (Alcohol dehydrogenase). هي مجموعة من نازعة الانزيمات التي تحدث في الكائنات الحية عديدة وتسهيل تداخل التحويل (interconversion) بين الكحولات والألدهيدات أو الكيتونات مع الحد من ثنائي النوكليوتيد والأدينين نيكوتيناميد (NAD + إلى NADH). في البشر وغيرها من أي الكائنات الحية والحيوانات، التي تساعدها لكسر الكحول.

## وصلات خارجية
- PDBsum has links to three-dimensional structures of various alcohol dehydrogenases contained in the بنك بيانات البروتين
- ExPASy contains links to the alcohol dehydrogenase sequences in يونيبروت, to a مدلاين literature search about the enzyme, and to entries in other databases.

- هذه المَقالة تَشتمل على نَص من المِلكية العامة لِـ بفام وَإنتربرو {{{1}}}.